# Centre Republicà Democràtic Federalista de Poblenou
El Centre Republicà Democràtic Federalista de Poblenou fou una entitat de caràcter polític del barri de Poblenou de Barcelona. Actualment al c/ Marià Aguiló 35 El Centre Republicà Democràtic Federalista, conegut popularment com Els Federals, fou fundat el primer de gener de 1888 per un nucli d'entusiastes de les doctrines de Francesc Pi i Margall. El primer local era al carrer de l'Amistat, que aviat es va fer petit per nombre de socis que hi ingressaren, i es van haver de traslladar al carrer Major del Taulat. Poc després es van tornar a traslladar a un nou local al carrer de Marià Aguiló, 27 (avui 35), on van restar fins a l'any 1939.
Durant els anys vint, ja a la seu del carrer Marià Aguiló, el Centre va dur a terme una important tasca cultural de formació i oci adreçada als poblenovins. Durant la segona dècada del segle xx, les festes i els balls van fer del Centre un dels més populars de la barriada.
El Centre tenia una important tasca política. Així, el 10 de desembre de 1922 va tenir lloc un míting on intervingué Francesc Macià, aleshores diputat nacionalista, i l'11 de febrer de 1923 es va celebrar un míting al Centre per constituir un partit d'esquerra catalana, seguint la doctrina de Pi i Margall.
Els Federals van tenir vida força activa fins al final de la Guerra Civil espanyola. Després, l'edifici va ser confiscat i va ser utilitzat com a seu de la Falange Española Tradicionalista y de las JONS al Poblenou. L'edifici, arquitectònicament, es pot inscriure dins del corrent artística del Modernisme abarrocat de començaments de segle xx.